# Zwickelerlass

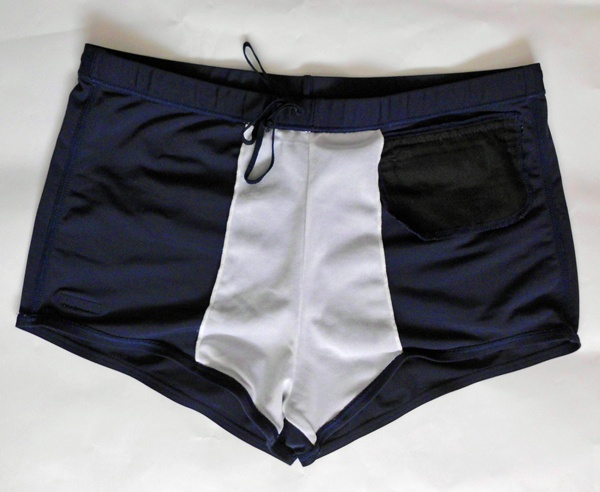
Umgedrehte Badehose mit weißem Zwickel

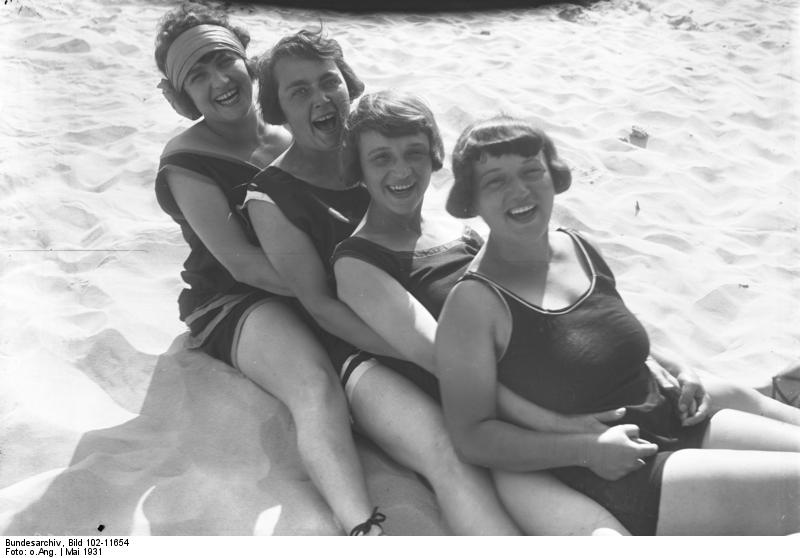
Frauen in historischer Badebekleidung (Berliner Wannsee, 1931)

Als Zwickelerlass wurde im Volksmund ein vom stellvertretenden Reichskommissar Franz Bracht erarbeiteter und am 28. September 1932 vom preußischen Innenministerium herausgegebener zweiter Erlass zum öffentlichen Baden bezeichnet, der vorschrieb, welche Kleidung beim Baden zu tragen war. Er wurde so genannt, weil darin das Wort Zwickel mehrfach vorkam.

## Inhalt
In den 1920er Jahren wurde insbesondere die Badebekleidung der Frauen zunehmend knapper. Konservative sahen hierin eine Gefahr für die öffentliche Ordnung. Daher erließ – nach dem Staatsstreich Preußenschlag – das Ministerium unter Franz Bracht die Badepolizeiverordnung vom 18. August 1932, in deren § 1 das öffentliche Baden geregelt war:

„§ 1. Das öffentliche Nacktbaden oder Baden in anstößiger Badekleidung ist verboten.

Als öffentlich im Sinne dieser Bestimmung gilt das Baden, wenn die Badenden von öffentlichen Wegen oder Gewässern aus sichtbar sind.“

Da jedoch die in Brachts Erlass gewählte Formulierung „in anstößiger Badekleidung“ sehr unterschiedlich interpretiert werden konnte, verfehlte der Erlass das angestrebte Ziel und ein neuerlicher Erlass – die am 28. September 1932 erlassene Polizeiverordnung zur Ergänzung der Badepolizeiverordnung vom 18. August 1932, der sogenannte „Zwickelerlass“ – wurde für erforderlich erachtet, der detailliert vorgab, wie die Badebekleidung von Männern und Frauen auszusehen hatte. Der am 1. November 1932 in Kraft getretene Erlass änderte § 1 der Badepolizeiverordnung, welcher folgende neue Fassung erhielt:

„§ 1. (1) Das öffentliche Nacktbaden ist untersagt.

(2) Frauen dürfen öffentlich nur baden, falls sie einen Badeanzug tragen, der Brust und Leib an der Vorderseite des Oberkörpers vollständig bedeckt, unter den Armen fest anliegt sowie mit angeschnittenen Beinen und einem Zwickel versehen ist. Der Rückenausschnitt des Badeanzugs darf nicht über das untere Ende der Schulterblätter hinausgehen.

(3) Männer dürfen öffentlich nur baden, falls sie wenigstens eine Badehose tragen, die mit angeschnittenen Beinen und einem Zwickel versehen ist. In sogenannten Familienbädern haben Männer einen Badeanzug zu tragen.

(4) Die vorstehenden Vorschriften gelten nicht für das Baden in Badeanstalten, in denen Männer und Frauen getrennt baden.

(5) Die Vorschriften des Abs. 2 gelten entsprechend für den Strandanzug der Frauen.“

Der Zwickelerlass sorgte damals für große Heiterkeit in der Presse – man sprach auch in Anlehnung an den Verfasser vom „brachtvollen“ Erlass – und gilt immer noch als Symbol für das unangemessene Eingreifen des Staates in persönliche Angelegenheiten. In der 1938 im nationalsozialistischen Deutschen Reich entstandenen Filmkomödie Die Umwege des schönen Karl mit Heinz Rühmann diente der „Zwickelerlass“ als Sinnbild kleinkarierter Parteipolitik, um die Demokratie der Weimarer Republik verächtlich zu machen. Das war schon deshalb historisch verfehlt, weil die Reichskommissare nach dem Preußenschlag gerade keine Repräsentanten der Demokratie waren, sondern Steigbügelhalter der Nationalsozialisten.
Der Zwickelerlass wurde erst mit der Polizeiverordnung zur Regelung des Badewesens:461 vom 10. Juli 1942 außer Kraft gesetzt. Hierdurch war zwar das Baden normalerweise nur in Badekleidung gestattet, jedoch galten Ausnahmen für Kinder bis zum Alter von sechs Jahren. Außerdem durften „[e]inzelne Personen oder Personengruppen gleichen oder verschiedenen Geschlechtes […] auch öffentlich nackt baden, wenn sie unter den gegebenen Umständen annehmen können, daß sie von unbeteiligten Personen nicht gesehen werden, insbesondere auf einem Gelände, das hierzu freigegeben worden ist.“ Verstöße wurden mit einer Geldstrafe bis zu 150 RM (entspricht heute etwa 720 EUR) oder mit bis zu zwei Wochen Haft bestraft.
Dieses Gesetz wurde in der Bundesrepublik Deutschland zum Teil durch Landesgesetze aufgehoben, etwa durch die Bayerische Badeverordnung vom 11. April 1947 oder durch die Polizeiverordnung über das Badewesen des Saarlandes vom 7. Januar 1977.
In der DDR wurde die Polizeiverordnung von 1942 durch die Anordnung zur Regelung des Freibadewesens in der DDR vom 18. Mai 1956 aufgehoben. Diese am 6. Juni 1956 in Kraft getretene Anordnung des Innenministers regelte in § 1 auch das Nacktbaden:

„§ 1 (1) Das Baden ohne Badebekleidung (Wasser-, Luft-, und Sonnenbaden) an Orten, zu denen jedermann Zutritt hat, ist nur gestattet, wenn diese Orte ausdrücklich dafür von den zuständigen örtlichen Räten freigegeben und entsprechend gekennzeichnet sind oder das Baden ohne Badebekleidung von unbeteiligten Personen unter den gegebenen Umständen nicht gesehen werden kann.

(2) Diese Bestimmung gilt nicht für Kinder unter 10 Jahren.

(3) Badende haben jedes Verhalten zu unterlassen, das geeignet ist, öffentliches Ärgernis zu erregen.“

## Satirische Reaktion
In einer öffentlichen Erklärung „bedankten“ sich einige der bekanntesten Künstlerinnen und Künstler der Kabarett- und Kunstszene, darunter Otto Werkmeister, Paul Morgan, Max Hansen, Wilhelm Bendow und Friedrich Hollaender:

„Der von Ihnen verfügte Zwickel hat bei uns und unseren Hörern soviel Heiterkeit erweckt, daß wir nicht umhin können, Ihnen für die uns gespendete fruchtbare Pointe zu danken.“

In Leipzig wurde die vor dem Museum der bildenden Künste aufgestellte Bronzeskulptur eines Kugelstoßers in der Nacht zum 14. Oktober 1932 mit einer schwarzen Badehose verziert, bei der ein aufgenähtes weißes Tuch den Zwickel symbolisieren sollte. Dazu waren zwei Zettel angebracht; einer trug die Aufschrift „Brachthose“, auf dem anderen war zu lesen: „Wenn der Zwickel falsch ist, bitte ich um Verzeihung! Ein Deutscher.“ Die Gartenbauverwaltung ließ die „Brachthose“ schnell entfernen.

## Juristische Folgen
Am 9. Oktober 1932 veranstalteten die Kommunisten in Berlin eine Matinée, bei der ein Schnellzeichner auftrat und Karikaturen anfertigte, die eine Verbindung des Zwickelerlasses zur Reichswehr herstellten. Daraufhin wurde die Veranstaltung wegen „Verächtlichmachung“ von Reichswehr und Reichsregierung aufgelöst und der Zeichner verhaftet.
Wegen Kritik am Zwickelerlass wurde die Königsberger Volkszeitung im Oktober 1932 für vier Tage mit einem Publikationsverbot belegt.